# Woottonia
Woottonia – wymarły rodzaj pluskwiaków z podrzędu Coelorrhyncha i rodziny Progonocimicidae, obejmujący tylko jeden znany gatunek, W. phalerata. Żył w triasie na terenie obecnej Azji Środkowej.

## Taksonomia
Rodzaj i gatunek typowy opisane zostały po raz pierwszy w 1991 roku przez Jurija Popowa i Dimitrija Szczerbakowa na łamach Geologica et Paleontologica. Opisu dokonano na podstawie skamieniałości znalezionej w Formacji Tołogoj w miejscowości Kenderłyk nad rzeką Akkölka, w paśmie Sajkan, w Rejonie Zajsan obwodu wschodniokazachstańskiego. Datuje się ją na noryk w późnym triasie. Nazwę rodzajową nadano na cześć entomologa, Robina J. Woottona. Epitet gatunkowy pochodzi od greckiego φάλαρον oznaczającego „falerę” i nawiązuje do pary dużych plam na półpokrywach owada.

## Morfologia
Głowa miała przedni brzeg między półkulistymi oczami złożonymi lekko wystający i pośrodku prosty. Oprócz tychże oczu narządem wzroku było duże przyoczko środkowe położone na szwie koronalnym. Przedustek zlany był z zaustkiem w płytkę o prawie klepsydrowatym kształcie, w której boki wchodziły niemal trójkątne lorae. Kłujka była cienka i w pozycji spoczynkowej sięgała ku tyłowi poza biodra ostatniej pary. Trapezowate przedplecze miało wąskie, odgięte dobrzusznie paranota. Wierzch głowy i przedplecza były rzadko punktowane. Półpokrywy (tegminy) miały około 3 mm długości, ukośnie zaokrąglone wierzchołki i nachodziły na siebie do poziomu pierwszej żyłki medialnej. Były jasne z dwiema dużymi, ukośnie wydłużonymi plamami i dwiema plamkami małymi. Nasady półpokryw były punktowane. Żeberko prekostalne odgięte było dogrzbietowo. Żyłka subkostalna podzielona była na wypukłą żyłkę bazykostalną i na wychodzącą na wysokości rozgałęzienia żyłki radialnej i ku tyłowi zakrzywioną żyłkę dystikostalną. Pierwsza żyłka radialna, sektor radialny oraz pierwsza żyłka medialna również zakrzywiały się ku tyłowi. Gałęzie żyłek radialnej i medialnej były nitkowate, inne zaś żyłki podłużne grube i sztywne. Komórka bazalna była lekko ku szczytowi rozszerzona, nie krótsza o trzonu żyłki medialnej, zamknięta krótką i ukośną nasadą żyłki medialnej oraz krótkim i niemal poprzecznym arkulusem. Żyłka otokowa była do wysokości sektora radialnego pofalowana. Appendiks był szeroki, pomarszczony i wystawał poza szczyt skrzydła. Odwłok największą szerokość osiągał na wysokości czwartego i piątego segmentu. Pygofor był beczułkowaty, doogonowo zwężony, zaopatrzony w bruzdę biegnącą przez środek jego spodu i przechodzącą na ósmy sternit.

## Paleoekologia
Z tej samej lokalizacji znane są skamieniałości widelnic z rodzajów Siberioperla i Trianguliperla, prostoskrzydłych z rodzaju Euhagla, świerszczokaraczanów z rodzaju Ideliopsina, karaczanów z rodzaju Samaroblattella, wciornastków z rodzaju Kazachothrips, chrząszczy z rodzajów Colymbotethis, Gnathosyne, Kenderlyka i Necronectulus, wojsiłek z rodzaju Liassochorista oraz muchówek z rodzaju Vladiptera.